# Paris-Bruxelles 2012
La 92e édition de Paris-Bruxelles a eu lieu le 8 septembre 2012. Elle a été remportée lors d'un sprint massif par le Belge Tom Boonen (Omega Pharma-Quick Step) devant l'Australien Mark Renshaw (Rabobank) et l'Espagnol Óscar Freire (Katusha).
L'épreuve fait partie de l'UCI Europe Tour 2012 en catégorie 1.HC.

## Présentation

### Équipes
Classé en catégorie 1.HC de l'UCI Europe Tour, Paris-Bruxelles est par conséquent ouvert aux UCI ProTeams dans la limite de 70 % des équipes participantes, aux équipes continentales professionnelles, aux équipes continentales belges et à une équipe nationale belge.
25 équipes participent à ce Paris-Bruxelles : 8 ProTeams, 15 équipes continentales professionnelles et 2 équipes continentales :
| Nom de l'équipe         | Pays     | Code |
| ----------------------- | -------- | ---- |
| AG2R La Mondiale        | France   | ALM  |
| FDJ-BigMat              | France   | FDJ  |
| Katusha                 | Russie   | KAT  |
| Lotto-Belisol           | Belgique | LTB  |
| Omega Pharma-Quick Step | Belgique | OPQ  |
| Rabobank                | Pays-Bas | RAB  |
| Saxo Bank-Tinkoff Bank  | Danemark | STB  |
| Vacansoleil-DCM         | Pays-Bas | VCD  |

| Nom de l'équipe                    | Pays     | Code |
| ---------------------------------- | -------- | ---- |
| Bofrost-Steria                     | Belgique | BSL  |
| Wallonie Bruxelles-Crédit agricole | Belgique | WBC  |

| Nom de l'équipe               | Pays        | Code |
| ----------------------------- | ----------- | ---- |
| Accent Jobs-Willems Veranda's | Belgique    | ACC  |
| Androni Giocattoli-Venezuela  | Italie      | AND  |
| Argos-Shimano                 | Pays-Bas    | ARG  |
| Bretagne-Schuller             | France      | BSC  |
| Caja Rural                    | Espagne     | CJR  |
| Champion System               | Chine       | CSS  |
| Cofidis                       | France      | COF  |
| Colombia-Coldeportes          | Colombie    | COL  |
| Europcar                      | France      | EUC  |
| Farnese Vini-Selle Italia     | Royaume-Uni | FAR  |
| Landbouwkrediet-Euphony       | Belgique    | LAN  |
| NetApp                        | Allemagne   | APP  |
| Saur-Sojasun                  | France      | SAU  |
| Topsport Vlaanderen-Mercator  | Belgique    | TSV  |
| Type 1-Sanofi                 | États-Unis  | TT1  |

## Classement final
|    | Coureur             | Pays       | Équipe                        |    | Temps           |
| -- | ------------------- | ---------- | ----------------------------- | -- | --------------- |
| 1  | Tom Boonen          | Belgique   | Omega Pharma-Quick Step       | en | 4 h 55 min 59 s |
| 2  | Mark Renshaw        | Australie  | Rabobank                      | +  | m.t             |
| 3  | Óscar Freire        | Espagne    | Katusha                       |    | m.t             |
| 4  | Michael Van Staeyen | Belgique   | Topsport Vlaanderen-Mercator  |    | m.t             |
| 5  | Manuel Belletti     | Italie     | AG2R La Mondiale              |    | m.t             |
| 6  | Jempy Drucker       | Luxembourg | Accent Jobs-Willems Veranda's |    | m.t             |
| 7  | Alessandro Bazzana  | Italie     | Type 1-Sanofi                 |    | m.t             |
| 8  | André Schulze       | Allemagne  | NetApp                        |    | m.t             |
| 9  | Kenny van Hummel    | Pays-Bas   | Vacansoleil-DCM               |    | m.t             |
| 10 | Rafael Andriato     | Brésil     | Farnese Vini-Selle Italia     |    | m.t             |

## Liste des participants
- Liste de départ complète